# 小行星10447
小行星10447（10447 Bloembergen）是一颗绕太阳运转的小行星，为主小行星带小行星。该小行星于1977年10月16日发现。

## 轨道参数
小行星10447的轨道半长轴为2.8771074 UA，离心率为0.049。